# Bandera del Papiol
La bandera oficial del Papiol (Baix Llobregat) té la següent descripció:
Groga, amb una creu de Santa Eulàlia plena amb braços d'amplada d'1/6 de l'alt del drap, de color verd.

És una variació de les armes del llinatge Papiol per a adaptar-les a un primitiu senyal del poble.
Va ser aprovada en el Ple de l'Ajuntament del Papiol el 12 de maig de 1994 i publicada en el DOGC el 19 de setembre del mateix any amb el número 1949.